# Gálich
Gálich (en ruso: Галич) es una ciudad del óblast de Kostromá, Rusia, situado en la ribera sur del lago Gálichskoye. También es un nodo menor de la vía férrea del ferrocarril transiberiano.

## Historia
La ciudad es citada por primera vez en 1234 en una crónica de Grad Merski (es decir, la Ciudad de los Meria). Poco a poco se convirtió en uno de los mayores centros mineros de sal de la Europa oriental, eclipsando a la ciudad de Hálych en el sur, de la que tomó su nombre. En el siglo XIII, la ciudad fue gobernada por un hermano menor de Alejandro Nevski y se mantuvo bajo su poder hasta 1363, cuando los moscovitas se apoderaron del principado, derrocaron a la familia gobernante y la expulsaron a Nóvgorod.
Los siglos XV y XVI se consideran la edad de oro de Gálich. En ese momento la ciudad controlaba la mayor parte del comercio de sal y pieles. Dmitri Shemiaka y otros príncipes presionado sus reclamaciones a la corona moscovita, y tres de ellos tomaron posesión del Kremlin de Moscú en el transcurso de la Gran Guerra feudal.
Las primeras murallas medievales de tierra fueron enriquecidos a principios de los siglos XVI y XVI, y desde entonces se han conocido como las Colinas de Shemyaka. Los polacos quemaron la ciudad en 1612 y demolieron el kremlin de madera de Pedro el Grande, y la ciudad se redujo aún más con la transferencia de comercio exterior de Rusia de Arcángel a San Petersburgo.

## Economía
La Planta de grúas móviles de Gálich (en ruso: ОАО "Галичский автокрановый завод") produce cerca del 20% de la totalidad de la producción de grúas móviles de Rusia.
También la ciudad tiene industrias de fabricación de barriles de acero, zapatos y ropa.